# Pyöreäsaari (ö i Södra Savolax, Pieksämäki, lat 62,22, long 27,98)
Pyöreäsaari är en ö i Finland. Den ligger i sjön Haukivesi och i kommunen Jorois i den ekonomiska regionen  Pieksämäki ekonomiska region  och landskapet Södra Savolax, i den sydöstra delen av landet, 280 km nordost om huvudstaden Helsingfors. Öns area är 2,4 hektar och dess största längd är 220 meter i sydöst-nordvästlig riktning.